# Zentrum für angewandte Luftfahrtforschung

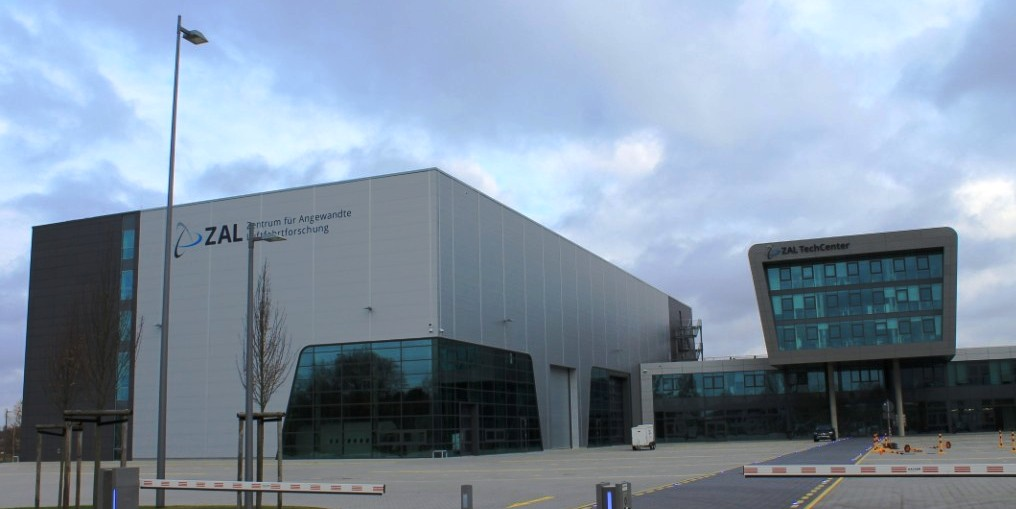
ZAL Finkenwerder, Außenansicht der großen Versuchshalle und des Eingangsbereichs

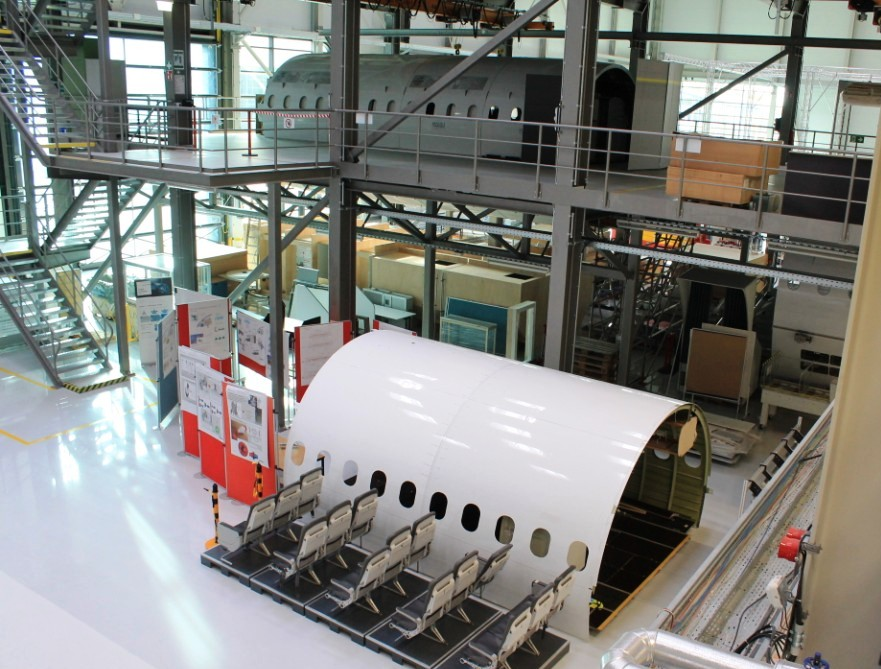
ZAL Finkenwerder, Blick von oben in die große Halle

Das Zentrum für Angewandte Luftfahrtforschung (ZAL) wurde 2009 in Hamburg von neun Gesellschaftern gegründet und kooperiert bei den Forschungs- und Entwicklungsarbeiten intensiv mit den Hamburger Hochschulen und der Industrie.

## Gründung
Ein wichtiges Ziel der Gründung war die Stärkung des Forschungsnetzwerkes Luftfahrt in der Metropolregion Hamburg. Zu den neun Gesellschaftern gehören
- die Freie und Hansestadt Hamburg mit einem Anteil von rund 20 %
- die Airbus Operations GmbH mit einem Anteil von rund  20 %
- die Lufthansa Technik AG mit einem Anteil von rund 20 %
- der ZAL Förderverein e. V. mit einem Anteil von rund 18 %
- das Deutsche Zentrum für Luft- und Raumfahrt e.V. mit einem Anteil von rund 10 %
- die Technische Universität Hamburg mit einem Anteil von rund 3 %
- die Hochschule für Angewandte Wissenschaften Hamburg mit einem Anteil von rund 3 %
- die Helmut-Schmidt-Universität/Universität der Bundeswehr Hamburg mit einem Anteil von rund 3 %
- die Universität Hamburg mit einem Anteil von rund 3 %

## Themenschwerpunkte und Einrichtungen
Es wurden in dem ZAL Versuchshallen, Labore und Büros erstellt und eingerichtet, um gemeinsam mit Airbus, der Lufthansa Technik und den Hamburger Hochschulen, den Industriepartnern sowie den Zulieferfirmen F&E-Dienstleistungen anzubieten und die Basis für die zukünftigen Kompetenzen zu erwerben. Für die Durchführung von praktischen Versuchen wurden unterschiedliche Labore und Test-Infrastrukturen für die Themen- und Forschungsschwerpunkte bereitgestellt. Das ZAL hat diese Themenschwerpunkte gemeinsam mit den Industriepartnern Airbus und Lufthansa Technik auf die folgenden sechs Technologiefelder abgestimmt:
- Brennstoffzellen

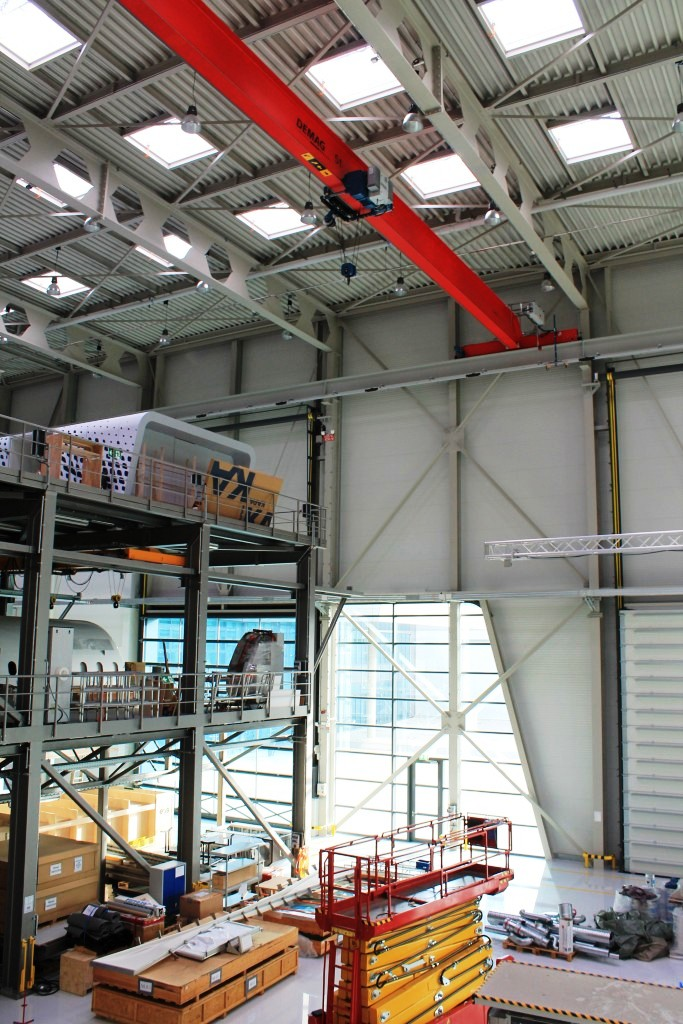
ZAL Finkenwerder, große Halle mit Deckenkran

- Kabinentechnologien (Kabine und Kabinensysteme)

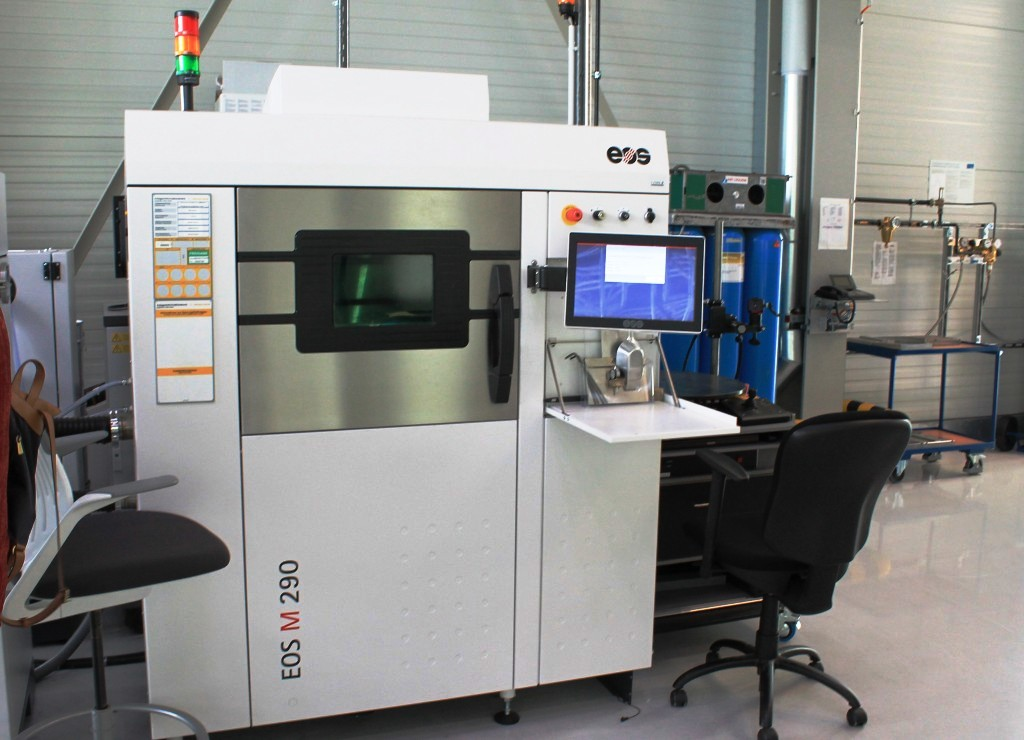
ZAL Finkenwerder, große Halle mit 3-D-Drucker

- Klimatisierung & Leistungselektrik
- Produktion & Fertigung
- Akustik & Vibration
- Virtuelle Realität

Dafür stehen 1200 m² Hallenfläche mit den entsprechenden großen Toren und starken Krananlagen sowie 700 m² Testraumflächen zur Verfügung, die in Einzelflächen von 50 m² bis 250 m² unterteilt sind. Die Infrastruktur mit Kühlkreislauf, notwendige Lüftung sowie Abgas- und Abwasseranschlüsse und Möglichkeiten zur Energierückspeisung zum Testen von Brennstoffzellensystemen mit Wasserstoff wurde für Systeme bis 250 kW ausgelegt. Im Vordergrund stehen dabei die Integration von Brennstoffzellen in den Bordbetrieb mit Nutzung der „Abgasstoffe“ wie Wasser und Stickstoff. Das anfallende Wasser kann in den WCs genutzt werden (Gewichtsersparnis) und der Stickstoff wird als Inertgas für die Tanks verwendet und ersetzt außerdem das Halon als Feuerlöschmittel (Umwelt, Sicherheit).
Zu dem Bereich Kabinentechnologien gehören elektronische Kabinensysteme (z. B. Projekt DELIA), die Klimatisierung und Leistungselektrik, die Kühlung an Bord befindlicher Komponenten sowie die gesamte Flugzeuginfrastruktur. Damit soll der Passagierkomfort bei reduziertem Energieverbrauch gesteigert werden. Dieser Bereich für die A320-Baureihe bis zum A380 ist in der mehrgeschossigen Halle mit seitlich angeordneten Laboren, Besprechungsräumen und Büros integriert.

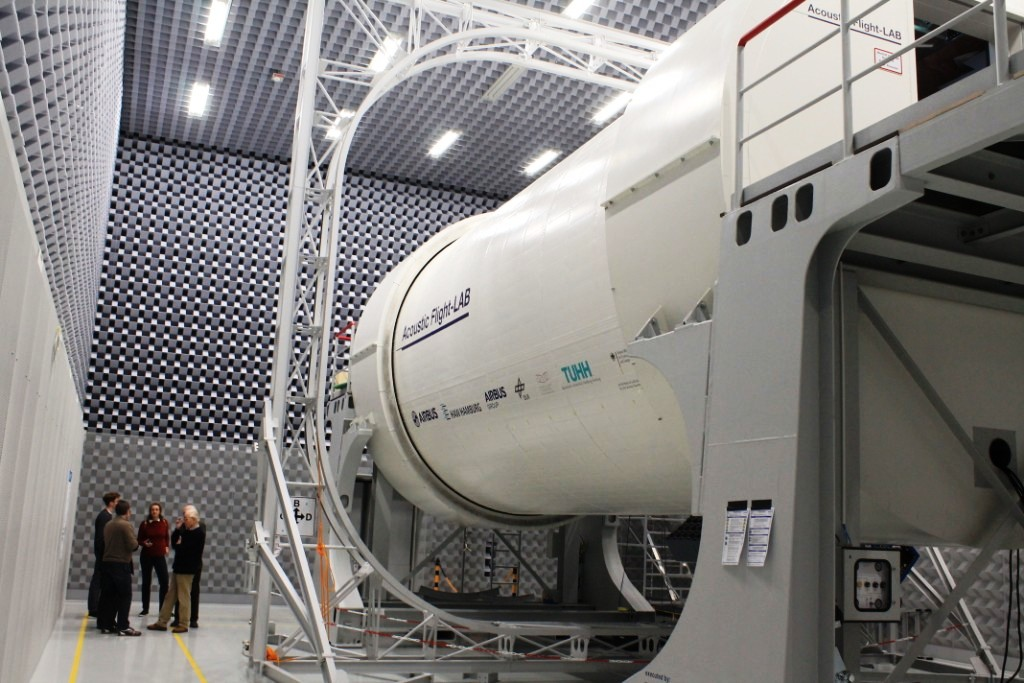
ZAL Finkenwerder, kleine Halle; Blick in das Akustiklabor mit naturgroßem Demonstrator eines Flugzeugrumpfes

Die Anlage verfügt über ein großes Akustiklabor für die Erprobung neuer, akustischer Kabinensysteme in naturgroßen Rumpfdemonstratoren. In diesem großen Laborraum befindet sich die an eine A320-Rumpfsektion erinnernde Forschungs- und Entwicklungsplattform zur Durchführung von vibro-akustischen Untersuchungen, deren Messungen bisher nur im Flug möglich war. Damit lassen sich Simulationsergebnisse von Schallausbreitungen äußerer Lärmquellen in die Kabine überprüfen. Beispiele für Forschungsprojekte sind das LuFo 5.1 Projekt FlightLAB sowie das deutsch-kanadische Projekt NAIMMTA.
Hamburg ist ein wichtiger Standort für den Flugzeugbau mit besonderen Schwerpunkten für die Flugzeugrumpf- und Endmontage. Für die Produktion und Fertigung werden Untersuchungen von neuen, anwendungsorientierten Technologien und Methoden in den Bereichen Erprobung von Montageprozessen, Systeminstallationen sowie Bohren und Nieten durchgeführt. Dazu gehört auch die Flugzeuginstandhaltung mit den notwendigen Wartungs- und Überholungsprozessen, die Triebwerksreparatur, der Bauteilwechsel und die Bauteilaufbereitung.
Im Zentrum für angewandte Luftfahrtforschung wird die enge Verknüpfung mit den Industrie- und Forschungspartnern unter einem Dach realisiert. Wichtige Voraussetzung sind die abteilungsübergreifende Kommunikation, Netzwerkbildung und modernen Labore, um verschiedene Möglichkeiten der Zusammenarbeit zu erproben. Daher gehört zu diesem Bereich auch ein Innovationsmarktplatz, Kreativräume und ein Labor für virtuelle Realität. Das hat zeitliche Vorteile zum Testen und Optimieren von neuen Produkten und Prozessen, bevor sie real gebaut bzw. umgesetzt werden.

## Nachwuchsförderung
Das ZAL stellt Räumlichkeiten für Pro Technicale zur Verfügung. Pro Technicale ist eine gemeinnützige GmbH zur Unterstützung junger Frauen mit gerade erworbenen Abitur. In einem elfmonatigen Kurs werden sie für die technischen Berufe der Luft- und Raumfahrt vorbereitet. Die Studienvorbereitung steht im Vordergrund, neben der Theorie erfolgen praktische Projektarbeiten mit Gleichgesinnten.